# Syracuse Nationals 1946-1947
La stagione 1946-1947 dei Syracuse Nationals, squadra di proprietà dell'italoamericano Danny Biasone, fu la 1ª della squadra in National Basketball League.

## Risultati
- I Syracuse National arrivarono quarti nella Eastern Division con un record di 21-23. Nei play-off persero al primo turno con i Rochester Royals (3-1).

## Roster
|  | Naz.                   | Ruolo | Sportivo        | Anno | Alt. | Peso |  |
|  | ---------------------- | ----- | --------------- | ---- | ---- | ---- |  |
|  | Stati Uniti (bandiera) | G     | Jerry Rizzo     | 1918 | 172  | 68   |  |
|  | Stati Uniti (bandiera) | AC    | Mike Novak      | 1915 | 206  | 99   |  |
|  | Stati Uniti (bandiera) | AC    | John Chaney     | 1920 | 191  | 84   |  |
|  | Stati Uniti (bandiera) | G     | George Nelmark  | 1917 | 185  | 82   |  |
|  | Stati Uniti (bandiera) | GA    | Steve Sharkey   | 1918 | 183  | 86   |  |
|  | Stati Uniti (bandiera) | GA    | Chick Meehan    | 1917 | 185  | 88   |  |
|  | Stati Uniti (bandiera) | AC    | Johnny Gee      | 1915 | 206  | 102  |  |
|  | Stati Uniti (bandiera) | G     | Bob Nugent      | 1915 | 180  | 77   |  |
|  | Stati Uniti (bandiera) | GA    | Bill McCahan    | 1921 | 180  | 91   |  |
|  | Stati Uniti (bandiera) | GA    | Les Rothman     | 1926 | 185  | 88   |  |
|  | Stati Uniti (bandiera) | AC    | Jack Dugger     | 1923 | 191  | 104  |  |
|  | Stati Uniti (bandiera) | G     | Ken Exel        | 1920 | 185  | 81   |  |
|  | Stati Uniti (bandiera) | AC    | Bob Synnott     | 1912 | 191  | 86   |  |
|  | Stati Uniti (bandiera) | G     | John Moiseichik | 1920 | 180  | 82   |  |
|  | Stati Uniti (bandiera) | AC    | Lou Possner     | 1917 | 191  | 82   |  |
|  | Stati Uniti (bandiera) | C     | Jim Zeravich    | 1920 | 201  |      |  |
|  | Stati Uniti (bandiera) | GA    | Charlie Butler  | 1920 | 191  | 75   |  |
|  | Stati Uniti (bandiera) | G     | Mort Hill       | 1922 | 185  | 79   |  |
|  | Stati Uniti (bandiera) | C     | Sam Lieberman   | 1921 | 203  |      |  |
|  | Stati Uniti (bandiera) | AC    | Ed Erban        | 1921 | 196  |      |  |
|  | Stati Uniti (bandiera) | G     | Bob Shaddock    | 1920 | 185  | 73   |  |

## Staff tecnico
- Allenatore: Bennie Borgmann